# Liste der Monuments historiques in Tréfumel
Die Liste der Monuments historiques in Tréfumel führt die Monuments historiques in der französischen Gemeinde Tréfumel auf.

## Liste der Bauwerke
| Bezeichnung      | Beschreibung                    | Standort | Kennzeichnung | Schutzstatus | Datum | Bild           |
| ---------------- | ------------------------------- | -------- | ------------- | ------------ | ----- | -------------- |
| Kirche Ste-Agnès | Église Sainte-Agnès de Tréfumel | (Lage)   | PA00089688    | Inscrit      | 1964  | weitere Bilder |

## Liste der Objekte

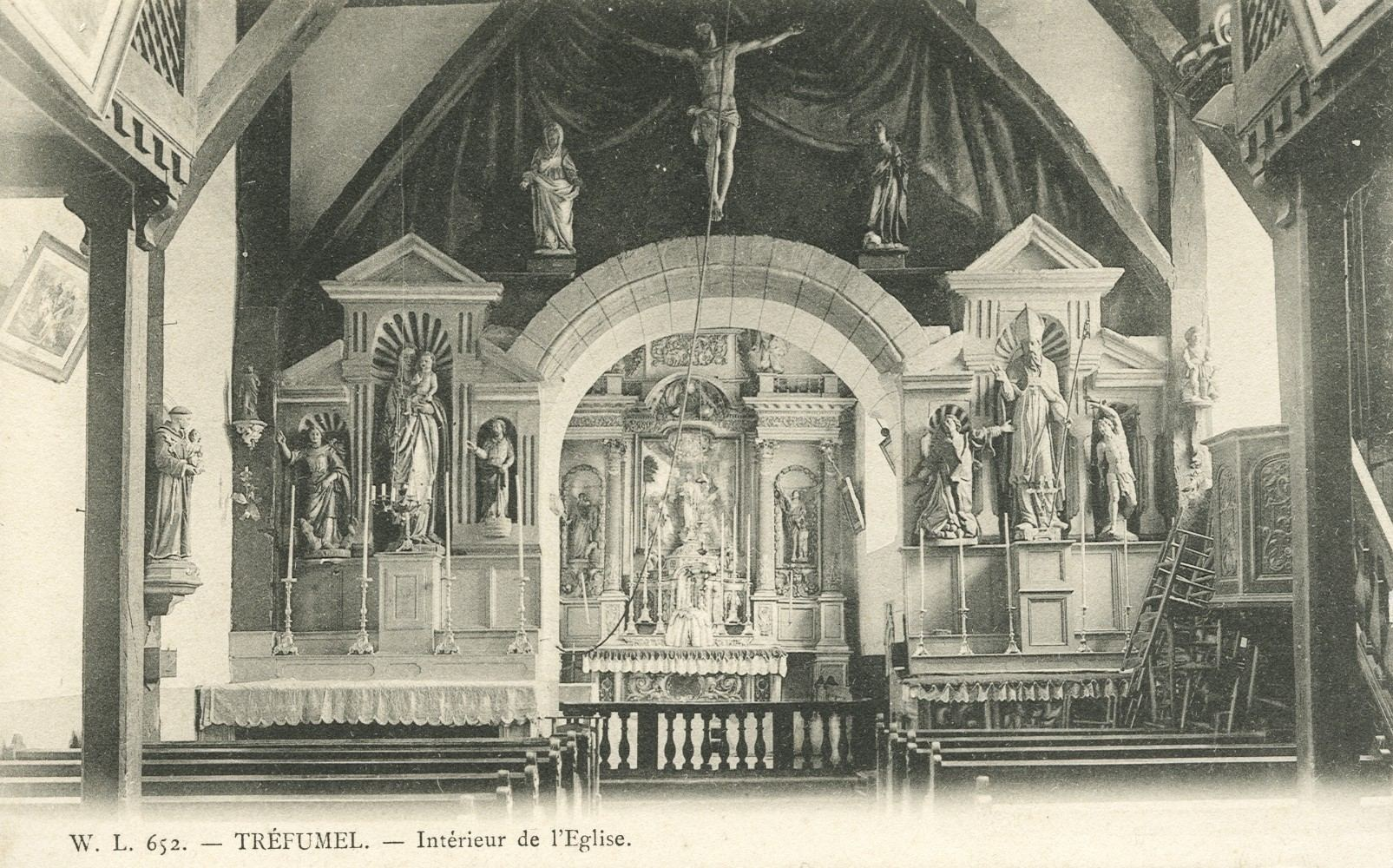
Innenansicht der Kirche Ste-Agnès mit Triumphbogen und Altären (Postkarte, zwischen 1904 und 1908)

- Monuments historiques (Objekte) in Tréfumel in der Base Palissy des französischen Kultusministeriums